# Ken Hensley
Kenneth William David Hensley (London, 24. kolovoza 1945. – Agost, 4. studenoga 2020.), je britanski rock pjevač-tekstopisac, multiinstrumentalist i producent, najpoznatiji po svom radu sa sastavom Uriah Heep tijekom 1970-ih. Autor je većine njihovih hitova uključujući, "Lady in Black", "Easy Livin'", "Stealin'", "Look at Yourself", i "Free Me".

## Diskografija

### Uriah Heep
- ...Very 'Eavy ...Very 'Umble (1970.)
- Salisbury (1971.)
- Look at Yourself (1971.)
- Demons and Wizards (1972.)
- The Magician's Birthday (1972.)
- Sweet Freedom (1973.)
- Wonderworld (1974.)
- Return to Fantasy (1975.)
- High and Mighty (1976.)
- Firefly (1977.)
- Innocent Victim (1977.)
- Fallen Angel (1978.)
- Conquest (1980.)

### Samostalni albumi
- Proud Words on a Dusty Shelf (1973.)
- Eager To Please (1975.)
- Free Spirit (1980.)
- The Best of Ken Hensley (1990.)
- From Time To Time (1994.)
- A Glimpse of Glory (1999.)
- Ken Hensley Anthology (2000.)
- Running Blind (2002.)
- The Last Dance (2003.)
- The Wizard's Diary Vol. 1 (2004.)
- Cold Autumn Sunday (2005.)
- Elements – Anthology 1968. – 2005. (2006.)
- Inside The Mystery (2006.)
- Blood on the Highway (2007.)
- Live Fire (DVD, 2007.)
- Blood on the Highway – Release Concert (DVD, 2008.)
- Love & Other Mysteries (2012.)
- Live Tales (2013.)

## Vanjske poveznice
- Službena stranica